# 2010–2011-es walesi labdarúgó-bajnokság (első osztály)
A 2010–2011-es Welsh Premier League (szponzorált nevén: Principality Building Society Welsh Premier League) a walesi labdarúgó-bajnokság legmagasabb szintű versenyének 19. alkalommal megrendezett bajnoki éve volt. A pontvadászat 12 csapat részvételével 2010. augusztus 13-án kezdődött és 2011. április 30-án ért véget.
A bajnokságot a Bangor City nyerte a címvédő The New Saints, és a bronzérmes Neath FC előtt. Ez volt a klub 3. walesi bajnoki címe. Az élvonaltól a Haverfordwest County búcsúzott, helyét az Afan Lido foglalta el.
A gólkirályi címet a Llanelli AFC csatára, Rhys Griffiths nyerte el 25 találattal, később megválasztották az Év Játékosá-nak is.

## A bajnokság rendszere
A pontvadászat 12 csapat részvételével őszi-tavaszi lebonyolításban zajlott, mely két fő részből állt: egy alapszakaszból és egy felső-, és alsóházi helyosztó rájátszásból. Az alapszakasz során a 12 csapat körmérkőzéses rendszerben mérkőzött meg egymással: minden csapat minden csapattal háromszor játszott, a sorsolásnak megfelelően egyszer vagy kétszer pályaválasztóként, egyszer vagy kétszer pedig vendégként.
Az alapszakasz végső sorrendjét a 33 bajnoki forduló mérkőzéseinek eredményei határozták meg a szerzett összpontszám alapján kialakított rangsor szerint. A mérkőzések győztes csapatai 3 pontot, döntetlen esetén mindkét csapat 1-1 pontot kapott. Vereség esetén nem járt pont.
Azonos összpontszám esetén az alapszakasz sorrendjét az alábbi szempontok alapján határozták meg:
1. a bajnoki mérkőzések gólkülönbsége
2. a bajnoki mérkőzéseken szerzett gólok száma

A helyosztó rájátszásokban a csapatok magukkal vitték minden alapszakaszbeli eredményüket, és újra körmérkőzéses rendszerben – az alapszakaszbeli helyezésnek megfelelően pályaválasztóként vagy vendégként – mérkőztek meg egymással. A bajnokság végső sorrendjét a 38 bajnoki forduló eredményei alapján az alapszakaszbeli rendszer szerint határozták meg.
A felsőházi rájátszás győztese lett a 2010–11-es walesi bajnok, a 12. helyezett csapat pedig kiesett a másodosztályba. A bajnoki év hivatalos kiírása szerint a 11. helyezett csapat is egyenes ágon kiesett volna a másodosztályba, mivel azonban Connah's Quay Nomads nem kapott élvonalbeli licencet, így csak egy kieső volt.
A walesi csapatok számára fenntartott harmadik Európa-ligás helyért a nemzeti szövetség rájátszást írt ki, hogy izgalmasabbá tegye mind a felső-, mind az alsóházi rájátszást.

## Változások a 2009–10-es szezonhoz képest
A walesi élvonalbeli klubok 2009 júniusi döntése alapján a 2010–11-es szezontól kezdődően az első osztály létszámát 16-ról 12-re csökkentették.
Mivel a 2009–10-es bajnokság 6. helyezettje, a Rhyl FC, illetve a másodosztályú csoportok bajnokai, a Llangefni Town és az Afan Lido sem kapott élvonalbeli licencet, a 2010–11-es szezonra nem volt feljutó.
A Bala Town, a Haverfordwest County, és a Newtown AFC megtartotta első osztályú tagságát.
Kiesett a másodosztályba
- Rhyl FC, 6. helyen (nem kapott élvonalbeli licencet)
- Gap Connah's Quay, 14. helyen
- Porthmadog FC, 15. helyen
- Technogroup Welshpool Town, 16. helyen
- Caersws FC, 17. helyen
- Elements Cefn Druids, 18. helyen

## Részt vevő csapatok
| Csapat               | Székhely                                                | Stadion               | 2009–10 |
| -------------------- | ------------------------------------------------------- | --------------------- | ------- |
| Aberystwyth Town     | Aberystwyth                                             | Park Avenue           | 4.      |
| Airbus UK Broughton  | Broughton                                               | The Airfield          | 7.      |
| Bala Town            | Bala                                                    | Maes Tegid            | 11.     |
| Bangor City          | Bangor                                                  | Farrar Road Stadion   | 5.      |
| Carmarthen Town      | Carmarthen                                              | Richmond Park         | 10.     |
| Haverfordwest County | Haverfordwest                                           | Bridge Meadow Stadion | 12.     |
| Llanelli AFC         | Llanelli                                                | Stebonheath Park      | 2.      |
| Neath                | Neath                                                   | The Gnoll             | 8.      |
| Newtown AFC          | Newtown                                                 | Latham Park           | 13.     |
| Port Talbot Town     | Port Talbot                                             | Victoria Road         | 3.      |
| Prestatyn Town       | Prestatyn                                               | Bastion Road          | 8.      |
| The New Saints       | Llansantffraid-ym-Mechain (székhely) Oswestry (stadion) | Park Hall             | 1.      |

## Végeredmény
| #   | Csapat                   | M  | GY | D  | V  | G+ – G– | GK  | P                                                       | Megjegyzések                                   |
| --- | ------------------------ | -- | -- | -- | -- | ------- | --- | ------------------------------------------------------- | ---------------------------------------------- |
| 1.  | Bangor CityK (B)         | 32 | 22 | 4  | 6  | 80–44   | +36 | 70                                                      | 2011–2012-es Bajnokok Ligája – 2. selejtezőkör |
| 2.  | The New SaintsCV         | 32 | 20 | 8  | 4  | 87–34   | +53 | 68                                                      | 2011–2012-es Európa-liga – 1. selejtezőkör     |
| 3.  | Neath FC (R)             | 32 | 16 | 10 | 6  | 62–41   | +21 | 58                                                      | Rájátszás az Európa-ligás helyért              |
| 4.  | Llanelli AFC (KGY)       | 32 | 15 | 8  | 9  | 58–41   | +17 | 53                                                      | 2011–2012-es Európa-liga – 2. selejtezőkör1    |
| 5.  | Prestatyn Town           | 32 | 10 | 10 | 12 | 44–46   | −2  | 40                                                      | Rájátszás az Európa-ligás helyért              |
| 6.  | Port Talbot Town         | 32 | 8  | 12 | 12 | 37–48   | −11 | 36                                                      | Rájátszás az Európa-ligás helyért              |
|     |                          |    |    |    |    |         |     |                                                         |                                                |
| 7.  | Aberystwyth Town         | 32 | 11 | 9  | 12 | 42–54   | −12 | 42                                                      | Rájátszás az Európa-ligás helyért              |
| 8.  | Airbus UK Broughton      | 32 | 11 | 8  | 13 | 53–52   | +1  | 41                                                      | Rájátszás az Európa-ligás helyért              |
| 9.  | Newtown AFC              | 32 | 8  | 11 | 13 | 40–55   | −15 | 35 \| rowspan="2" style="background-color: #fafafa;" \| |                                                |
| 10. | Carmarthen Town          | 32 | 10 | 5  | 17 | 39–64   | −25 | 35                                                      |                                                |
| 11. | Bala Town                | 32 | 10 | 3  | 19 | 41–57   | −16 | 33                                                      | Nem esett ki2                                  |
| 12. | Haverfordwest County (K) | 32 | 5  | 4  | 23 | 30–77   | −47 | 19                                                      | Welsh Football League First Division           |

Forrás: Welsh Premier League (angolul) 
A rangsorolás alapszabályai: 1. összpontszám, 2. egymás elleni eredmények összpontszáma, 3. gólkülönbség, 4. szerzett gólok száma.
1A Llanelli AFC nyerte a 2010–2011-es walesi kupát, így a 2011–2012-es Európa-liga 2. selejtezőkörében indult.
2A bajnokság hivatalos kiírása alapján az utolsó két helyezett csapat esett volna ki, azonban a másodosztály Cymru Alliance elnevezésű csoportjának bajnoka, a Gap Connah's Quay nem kapott élvonalbeli licencet, ezért a Bala Town megtarthatta élvonalbeli tagságát.
(B): Bajnokcsapat, (K): Kieső csapat, (F): Feljutó csapat, (I): Kupainduló, (R): A rájátszás győztese, (KGY): Kupagyőztes

## Eredmények

### Alapszakasz
| Hazai \ Vendég1      | ABE | AIR | BAL | BAN | CAR | HAV | LLA | NEA | NEW | PTA | PRE | TNS |
| Aberystwyth Town     |     | 2–1 | 2–1 | 1–3 | 2–2 | 0–2 | 0–2 | 1–1 | 2–2 | 2–2 | 1–0 | 0–2 |
| Airbus UK Broughton  | 3–1 |     | 1–2 | 1–1 | 2–4 | 4–0 | 1–2 | 2–2 | 1–1 | 2–0 | 3–4 | 2–2 |
| Bala Town            | 2–3 | 1–2 |     | 2–3 | 1–2 | 0–1 | 1–0 | 0–2 | 4–1 | 0–0 | 2–1 | 3–4 |
| Bangor City          | 2–1 | 5–1 | 3–0 |     | 5–0 | 6–0 | 2–0 | 2–1 | 5–2 | 8–1 | 2–1 | 4–3 |
| Carmarthen Town      | 2–3 | 1–4 | 4–1 | 0–1 |     | 2–2 | 1–3 | 0–3 | 1–1 | 1–3 | 2–1 | 1–3 |
| Haverfordwest County | 0–0 | 4–0 | 0–1 | 1–2 | 3–2 |     | 0–4 | 0–3 | 0–1 | 0–1 | 2–3 | 1–4 |
| Llanelli AFC         | 2–3 | 1–1 | 3–1 | 2–0 | 4–1 | 2–1 |     | 1–4 | 2–1 | 0–3 | 2–2 | 2–1 |
| Neath FC             | 1–1 | 1–0 | 3–1 | 1–2 | 2–1 | 4–0 | 1–1 |     | 5–0 | 2–1 | 2–1 | 1–1 |
| Newtown AFC          | 0–0 | 2–3 | 1–1 | 0–1 | 0–1 | 1–1 | 0–0 | 3–6 |     | 0–0 | 1–0 | 2–2 |
| Port Talbot Town     | 1–1 | 2–0 | 2–0 | 1–2 | 1–2 | 3–0 | 1–1 | 1–3 | 3–0 |     | 0–3 | 0–2 |
| Prestatyn Town       | 4–0 | 1–1 | 2–0 | 4–2 | 0–0 | 1–0 | 1–1 | 1–1 | 2–1 | 1–1 |     | 0–0 |
| The New Saints       | 5–0 | 2–0 | 2–1 | 2–2 | 7–0 | 6–1 | 2–0 | 3–1 | 4–0 | 6–1 | 5–2 |     |

Forrás: Welsh Premier League (angolul) 
1A hazai csapatok a bal oldali oszlopban szerepelnek.
Színek: Zöld = hazai győzelem; Sárga = döntetlen; Piros = vendéggyőzelem.
 

### Helyosztók
| Hazai \ Vendég1  | BAN | LLA | NEA | PTA | PRE | TNS |
| Bangor City      |     | 2–5 | 1–2 | 2–2 | 1–2 | 1–0 |
| Llanelli AFC     | 2–2 |     | 4–0 | 2–3 | 3–0 | 0–2 |
| Neath FC         | 1–2 | 0–4 |     | 0–0 | 1–1 | 2–2 |
| Port Talbot Town | 0–2 | 0–0 | 1–2 |     | 0–1 | 0–0 |
| Prestatyn Town   | 1–2 | 1–2 | 1–1 | 2–0 |     | 0–2 |
| The New Saints   | 3–2 | 3–1 | 2–3 | 1–1 | 4–0 |     |

| Hazai \ Vendég1      | ABE | AIR | BAL | CAR | HAV | NEW |
| Aberystwyth Town     |     | 2–0 | 1–2 | 1–0 | 2–1 | 2–2 |
| Airbus UK Broughton  | 5–3 |     | 1–1 | 0–0 | 5–0 | 0–3 |
| Bala Town            | 2–1 | 0–3 |     | 4–0 | 2–0 | 0–2 |
| Carmarthen Town      | 0–1 | 1–2 | 3–1 |     | 1–0 | 2–1 |
| Haverfordwest County | 1–3 | 0–2 | 2–3 | 2–1 |     | 1–4 |
| Newtown AFC          | 1–0 | 1–0 | 2–1 | 0–1 | 4–4 |     |

## A góllövőlista élmezőnye
25 gólos
- Rhys Griffiths (Llanelli AFC)

19 gólos
- Matthew Williams (The New Saints)

18 gólos
- Lee Trundle (Neath FC)

17 gólos
- Jamie Reed (Bangor City)

16 gólos
- Lee Hunt (Prestatyn Town)

15 gólos
- Alan Bull (Bangor City)

13 gólos
- Jack Christopher (Haverfordwest County)
- Alex Darlington (The New Saints)

## Rájátszás az Európa-ligás helyért
A walesi csapatok számára fenntartott harmadik Európa-ligás helyért a nemzeti szövetség rájátszást írt ki, hogy izgalmasabbá tegye mind a felső-, mind az alsóházi rájátszást. Kiírás szerint a felsőházi rájátszás 3., 4., 5., és 6., valamint az alsóházi rájátszás első két helyezettje vett volna részt, mivel azonban a bajnoki 4. helyezett Llanelli AFC megnyerte a nemzeti kupát, automatikusan jogot szerzett arra, hogy az Európa-ligában indulhasson, így a kiírást csak öt csapat részvételével rendezték meg.

### Negyeddöntő
A negyeddöntőben az alsóházi rájátszás első két helyen végzett csapat mérkőzött meg egymással. A továbbjutó a rájátszás elődöntőjében folytatta.
| 2011. május 10. 19.30 (UTC±0) |

| Aberystwyth Town       | 2–1   | Airbus UK               |
| ---------------------- | ----- | ----------------------- |
| Stott 60' McCarten 85' | (0–1) | 21' (11-esből) Sheridan |

| Park Avenue, Aberystwyth |

### Elődöntő
| 2011. május 15. 14.30 (UTC±0) |

| Neath FC              | 2–1   | Aberystwyth Town |
| --------------------- | ----- | ---------------- |
| Hughes 34' Fowler 36' | (2–0) | 89' McCarten     |

| The Gnoll, Neath Nézőszám: 410 Játékvezető: Jones |

| 2011. május 15. 14.30 (UTC±0) |

| Prestatyn Town     | 2–1   | Port Talbot Town |
| ------------------ | ----- | ---------------- |
| Hunt 84' Hayes 88' | (0–1) | 29' Surman       |

| Bastion Road, Prestatyn Nézőszám: 383 Játékvezető: Evans |

### Döntő
| 2011. május 21. 16.15 (UTC±0) |

| Neath FC             | 3–2   | Prestatyn Town            |
| -------------------- | ----- | ------------------------- |
| Bond 1' Hill 55' 84' | (1–1) | 25' Hunt 90' Fisher-Cooke |

| The Gnoll, Neath Nézőszám: 988 Játékvezető: Morgan |

A Neath FC nyerte a rájátszást, ezért a 2011–2012-es Európa-liga 1. selejtezőkörében indult.

## Nemzetközikupa-szereplés

### Eredmények
| Csapat           | Kupa            | Forduló         | Ellenfél       | 1. mérk. | 2. mérk.   | Össz. |
| ---------------- | --------------- | --------------- | -------------- | -------- | ---------- | ----- |
| The New Saints   | Bajnokok Ligája | 2. selejtezőkör | Bohemians      | 0–1      | 4–0        | 4–1   |
| The New Saints   | Bajnokok Ligája | 3. selejtezőkör | Anderlecht     | 1–3      | 0–3        | 1–6   |
| The New Saints   | Európa-liga     | Rájátszás       | CSZKA Szofija  | 0–3      | 2–2        | 2–5   |
| Bangor City      | Európa-liga     | 2. selejtezőkör | Honka          | 1–1      | 2–1        | 3–2   |
| Bangor City      | Európa-liga     | 3. selejtezőkör | Marítimo       | 2–8      | 1–2        | 3–10  |
| Llanelli AFC     | Európa-liga     | 1. selejtezőkör | Tauras Tauragė | 2–2      | 2–3 (h.u.) | 4–5   |
| Port Talbot Town | Európa-liga     | 1. selejtezőkör | TPS            | 1–3      | 0–4        | 1–7   |

Megjegyzés: Az eredmények minden esetben a walesi labdarúgócsapatok szemszögéből értendőek, a dőlttel írt mérkőzéseket pályaválasztóként játszották.

### UEFA-együttható
A nemzeti labdarúgó-bajnokságok UEFA-együtthatóját a walesi csapatok Bajnokok Ligája-, és Európa-liga-eredményeiből számítják ki. Wales a 2010–11-es bajnoki évben 0,875 pontot szerzett, ezzel a 41. helyen zárt.
| Csapat           | SGY | SD | SV | GY | D | V | Bónusz | Pont  | Átlag |
| ---------------- | --- | -- | -- | -- | - | - | ------ | ----- | ----- |
| The New Saints   | 1   | 1  | 4  | 0  | 0 | 0 | 0,000  | 1,500 |       |
| Bangor City      | 1   | 1  | 2  | 0  | 0 | 0 | 0,000  | 1,500 |       |
| Llanelli AFC     | 0   | 1  | 1  | 0  | 0 | 0 | 0,000  | 0,500 |       |
| Port Talbot Town | 0   | 0  | 2  | 0  | 0 | 0 | 0,000  | 0,000 |       |
| Összesen         | 2   | 3  | 9  | 0  | 0 | 0 | 0,000  | 3,500 | 0,875 |

## Külső hivatkozások
- Hivatalos oldal (angolul)
- Eredmények és tabella az rsssf.com-on (angolul)
- Eredmények és tabella a Soccerwayen (angolul)